# Marcelcave
Marcelcave är en kommun i departementet Somme i regionen Hauts-de-France i norra Frankrike. Kommunen ligger i kantonen Corbie som tillhör arrondissementet Amiens. År 2022 hade Marcelcave 1 293 invånare.

## Befolkningsutveckling
Antalet invånare i kommunen Marcelcave
| Referens: INSEE |